# حمزه خانلو
حمزه خانلو یک روستا در ایران است که در دهستان اجارود مرکزی واقع شده‌است. حمزه خانلو ۱۶۱ نفر جمعیت دارد.
حمزه نام مستعار یک خان بوده که دراین روستا ساکن وزمینهای حاصلخیز این روستا را زیر کشت برده است.